# Гутурама коста-риканська
Гутура́ма коста-риканська (Euphonia imitans) — вид горобцеподібних птахів родини в'юркових (Fringillidae). Мешкає в Коста-Риці і Панамі.

## Опис
Довжина птаха становить 10 см, вага 14 г. Виду притаманний статевий диморфізм. У самців голова, груди, крила і хвіст синювато-чорні, нижня частини тіла золотисто-жовті, гузка білувата. У самиць верхня частина тіла оливково-зелена, обличчя, груди і живіт жовтуваті, крила і хвіст чорнуваті. Очі карі, дзьоб і лапи чорнуваті.

## Поширення і екологія
Коста-риканські гутурами мешкають на заході Коста-Рики та на північному заході Панами. Вони живуть на узліссях вологих рівнинних тропічних лісів, на узліссях і галявинах. Зустрічаються поодинці або парами, переважно на висоті до 1350 м над рівнем моря. Живляться ягодами і плодами, доповнюють свій раціон дрібними комахами та іншими безхребетними. 
Сезон розмноження триває з березня по червень. Гніздо кулеподібне, будується самицею і самцем. Воно складається з зовнішньої частини, сплетеної з гілочок і рослинних волокон і внутрішної, встеленої мохом, пухом або іншим м'яким матеріалом. В кладці від 2 до 5 яєць. Інкубаційний період триває приблизно 2 тижні. Пташенята покидають гніздо через 3 тижні після вилуплення, однак батьки продовжують піклуватися про них ще деякий час. Насиджує лише самиця, за пташенятами доглядають і самиці, і самці.